# أمين عبد الكريم
أمين عبد الكريم أمين القلمجي هو حقوقي واقتصادي عراقي، ولد في بغداد.
تخرج من كلية الحقوق سنة 1942، ثم عمل في وظائف حكومية مختلفة، وعمل مديرا للمالية، ثم مديرا عاما للواردات ورئيسا للمؤسسة العامة للمصارف.
شغل منصب وزير المالية للفترة من 30 تموز 1968 حتى 11 تشرين الثاني 1974.